# Katharina Schwarz
Katharina Schwarz (* 23. April 1972 in München) ist eine deutsche Schauspielerin.

## Leben
Seit dem Jahr 1997 wirkte sie in mehreren Kino- und Fernsehfilmproduktionen mit. Daneben ist sie auch als Theaterschauspielerin tätig.
Schwarz lebt in München und Berlin.

## Filmografie

### Fernsehen
- 1994–1995: X Base
- 1997: Die Schule
- 1998: First Love
- 1998: Unter uns (Fernsehserie, als Veronika Ackerstrauch)
- 1998: Alarm für Cobra 11
- 1999: Die Singlefalle
- 1999: Aus gutem Haus
- 2000: Der Pfundskerl
- 2001: Die Wache
- 2002: Der Bulle von Tölz
- 2002: SK Kölsch
- 2004: SOKO Köln
- 2004: Großstadtrevier
- 2005: Soko Köln
- 2006: Schmetterlinge im Bauch
- 2009: SOKO Wismar
- 2011: Die Rosenheim-Cops, Episode: Anruf für eine Leiche
- 2012: Schafkopf
- 2014: Sturm der Liebe
- 2014: Hubert und Staller
- 2014: Soko 5113
- 2020: Der Bergdoktor, Episode: Verlorene Seelen
- 2020: Um Himmels Willen, Episoden: Letzte Chance, Spieglein, Spieglein
- 2021: Hubert ohne Staller – Eine persönliche Angelegenheit
- 2021: Biohackers
- 2022: Die Chefin

### Kino
- 1999: Bier
- 2000: Nur Schreiner machen Frauen glücklich
- 2003: Der Bulle von Tölz: Freier Fall
- 2003: The Tourist
- 2005: Happy End
- 2010: Ein Liebesspiel

## Bühnenrollen
- 2000: Kiss, Horizont Theater Köln, Regie: Thomas Bleidiek
- 2001: Die Sekretärinnen, Regie: Thea Schwering
- 2001: Die Idioten, Artheater Köln, Regie: Inka Neubert
- 2002: Helges Leben, Arturo Theater, Regie: Angela Brotauf
- 2002: How To Fake A Dream, Brotfabrik Berlin, Regie: Stefan Neugebauer
- 2003: Christmas On Mary, Tacheles Berlin, Regie: Stefan Neugebauer
- 2004: Kein Sommernachtstraum, Himmelfahrtskirche Berlin, Regie: Wulf Zietlow
- 2006: Herons-Reiher, Schloßtheater Köpenick, Regie: Anna Zimmer

### Moderation
- 1994–1995: X Base, Jugend-Magazin (live), ZDF
- 1995–1997: Heart Attack, Singleshow (live), TM3
- 1996–1998: Clubhouse, Kinderprogramm, DF1 und SAT.1
- 1999–2000: Film ab, Film-Magazin, VIVA